# Daniel Ionuț Bărbulescu
Daniel Ionuț Bărbulescu (n. 17 august 1981) a candidat la alegerile la Alegeri pentru Parlamentul European în România, 2007 din partea PSD, iar în anul 2008 a fost ales deputat în Parlamentul României, în județul Olt pe listele partidului PD-L.